# Skoky do vody na mistrovství Evropy v plaveckých sportech 1985
Závody v skocích do vody na mistrovství Evropy v plaveckých sportech za rok 1985 proběhly v Sofii, Bulharsko ve dnech 4. až 11. srpna 1985.

## Československá stopa
Československo reprezentovaly Heidemarie Grécká (*1965) a Hana Novotná (*1964). Obě z pražského klubu Vysokých škol. V disciplíně skoku z 3 m prkna obsadila Grécká ve finále 3. místo a vybojovola bronzovou medaili. Novotná obsadila v kvalifikaci 16. místo z 21 závodnic. V disciplíně skoku z 10 m věže obsadila Novotná ve finále 5. místo. Startovalo 18 závodnic. Šéftrenérkou reprezentace byla Marie Čermáková.

## Výsledky
| Muži              | Zlato                       | Zlato  | Stříbro                | Stříbro | Bronz                   | Bronz  |
| ----------------- | --------------------------- | ------ | ---------------------- | ------- | ----------------------- | ------ |
| Skoky z 3 m prkna | Nikolaj Drošin (URS)        | 635,52 | Petar Georgiev (BUL)   | 604,98  | Dieter Dörr (GDR)       | 592,89 |
| Skoky z 10 m věže | Thomas Knuths (GDR)         | 581,46 | Albin Killat (FRG)     | 579,63  | Domenico Rinaldi (ITA)  | 561,30 |
| Ženy              | Zlato                       | Zlato  | Stříbro                | Stříbro | Bronz                   | Bronz  |
| Skoky z 3 m prkna | Žanna Cyrulnikovová (URS)   | 514,32 | Irina Sidorovová (URS) | 476,70  | Heidemarie Grécká (TCH) | 470,22 |
| Skoky z 10 m věže | Anžela Stasjulevičová (URS) | 414,27 | Ramona Wenzelová (GDR) | 400,62  | Alla Lobankinová (URS)  | 388,95 |

## Medailová bilance
Ve skocích do vody se rozdělily celkem 4 sady medailí.
| Pořadí | Stát                             |       | Muži    | Muži  | Muži  |         | Ženy  | Ženy  | Ženy    |       | Muži + Ženy | Muži + Ženy | Muži + Ženy | Celkem |
| Pořadí | Stát                             | Zlato | Stříbro | Bronz | Zlato | Stříbro | Bronz | Zlato | Stříbro | Bronz |             |             |             | Celkem |
| ------ | -------------------------------- | ----- | ------- | ----- | ----- | ------- | ----- | ----- | ------- | ----- | ----------- | ----------- | ----------- | ------ |
| 1.     | Sovětský svaz (URS)              |       | 1       | 0     | 0     |         | 2     | 1     | 1       |       | 3           | 1           | 1           | 5      |
| 2.     | Východní Německo (GDR)           |       | 1       | 0     | 1     |         | 0     | 1     | 0       |       | 1           | 1           | 1           | 3      |
| 3.     | Bulharská lidová republika (BUL) |       | 0       | 1     | 0     |         | 0     | 0     | 0       |       | 0           | 1           | 0           | 1      |
| 3.     | Západní Německo (FRG)            |       | 0       | 1     | 0     |         | 0     | 0     | 0       |       | 0           | 1           | 0           | 1      |
| 4.     | Itálie (ITA)                     |       | 0       | 0     | 1     |         | 0     | 0     | 0       |       | 0           | 0           | 1           | 1      |
| 4.     | Československo (TCH)             |       | 0       | 0     | 0     |         | 0     | 0     | 1       |       | 0           | 0           | 1           | 1      |
| Celkem | Celkem                           |       | 2       | 2     | 2     |         | 2     | 2     | 2       |       | 4           | 4           | 4           | 12     |